# Новостародубский район
Новостародубский район (Ново-Стародубский, Ново-Стародубовский) — административно-территориальная единица Александрийского и Криворожского округа с центром в селе Новый Стародуб.

## История
Образован 7 марта 1923 года из территории Новостародубской волости с центром в селе Новый Стародуб.
3 июня 1925 года район из расформированного Александрийского округа включён в состав Криворожского округа.
29 сентября 1926 года район ликвидирован путём включения всей его территории в состав Зеленского района.

## Характеристика
Состоял из 8 сельсоветов, 29 населённых пунктов, 33 694 десятин земли, из которой 5984 десятин арендной. Население составляло 18 681 человек.
Включал 3536 хозяйств: 1663 небогатых, 1752 средних, 121 зажиточное. Без рабочего скота было 599 хозяйств, 892 с одним конём, 1730 с двумя, 583 с тремя и более.
Функционировали колхоз, коммуна, сельскохозяйственный союз, 5 потребительских и 3 сельскохозяйственных кооперативов, 3 паровые мельницы. Насчитывалось 3 комсомольские ячейки из 136 человек, и 4 профсоюза из 109 человек.
Действовали 6 религиозных общин, из них одна евангелистов. В некоторых сёлах до 90 % молодёжи посещали церковь или были членами сект.